# 天王洲アイル駅
天王洲アイル駅（てんのうずアイルえき）は、東京都品川区東品川二丁目にある、東京モノレール・東京臨海高速鉄道（TWR）の駅。
品川区最東端の駅で、駅周辺の街区は天王洲アイルと通称される。

## 乗り入れ路線
以下の2社2路線が乗り入れており、相互間の接続駅となっている。
- 東京モノレール： 東京モノレール羽田空港線 - 駅番号「MO 02」
- 東京臨海高速鉄道（TWR）： りんかい線 - 駅番号「R 05」

## 歴史
- 1992年（平成4年）6月19日：東京モノレール羽田線（現・東京モノレール羽田空港線）の駅が開業[1][2]。
- 1999年（平成11年）11月17日：関東の駅百選に選定される[3]。選定理由は「天王洲に誕生した新しい街に一体的にとけ込み人にもやさしい駅」[4]。
- 2001年（平成13年）3月31日：りんかい線の東京テレポート駅 - 当駅間が開業[5][6]。併せて東京モノレールの羽田空港方面ホームに南口が開設され、乗り換え駅となる[7]。
- 2002年（平成14年）
  - 4月21日：東京モノレールでICカード「Suica」の利用が可能となる[8]。
  - 12月1日：りんかい線の当駅 - 大崎間が開業[9][10]。りんかい線でICカード「Suica」の利用が可能となる[11]。
- 2004年（平成16年）12月1日：東京モノレールの南口寄りに浜松町方面ホームと羽田空港方面ホームとを結ぶ連絡通路が供用開始[7][12]。
- 2009年（平成21年）6月23日：「キオスク」りんかい天王洲アイル店開業（改札外）[13]。
- 2010年（平成22年）10月21日：東京モノレール羽田線が東京モノレール羽田空港線に改称される。
- 2020年（令和2年）12月19日：東京モノレールの駅南口の増設エスカレータを供用開始、上り/下りともエスカレータで利用可能に。
- 2021年（令和3年）6月20日：東京臨海高速鉄道の駅でホームドアの使用を開始[14]。

## 駅構造
両線の駅の乗り換えには一旦駅の敷地外に出る必要がある。
2通りの乗り換えルートが案内されている。一つは東京モノレール南口とりんかい線A出口の間を移動するルートであり、道路横断を伴うものの移動距離は短い。もう一つは東京モノレール中央口とりんかい線B出口の間で地下通路と屋根付きの歩道橋スカイウォークを経由するルートであり、やや遠回りとなるものの雨天時でも濡れることなく移動できる。

### 東京モノレール
相対式ホーム2面2線を有する高架駅である。
開業当時は浜松町寄りのみに改札口を有していたが、東京臨海高速鉄道りんかい線の開業により乗り換え駅となったのに伴い、羽田空港方面ホームの大井競馬場前寄りに新たに南口改札口が設置された。南口が設置された当初は浜松町方面のホームから利用するには浜松町寄りにある中央口コンコースを迂回しなければならなかったが、その後2004年に羽田空港寄りに上下線ホームを階段およびエレベーターで結ぶ連絡通路が設置されている。

#### のりば

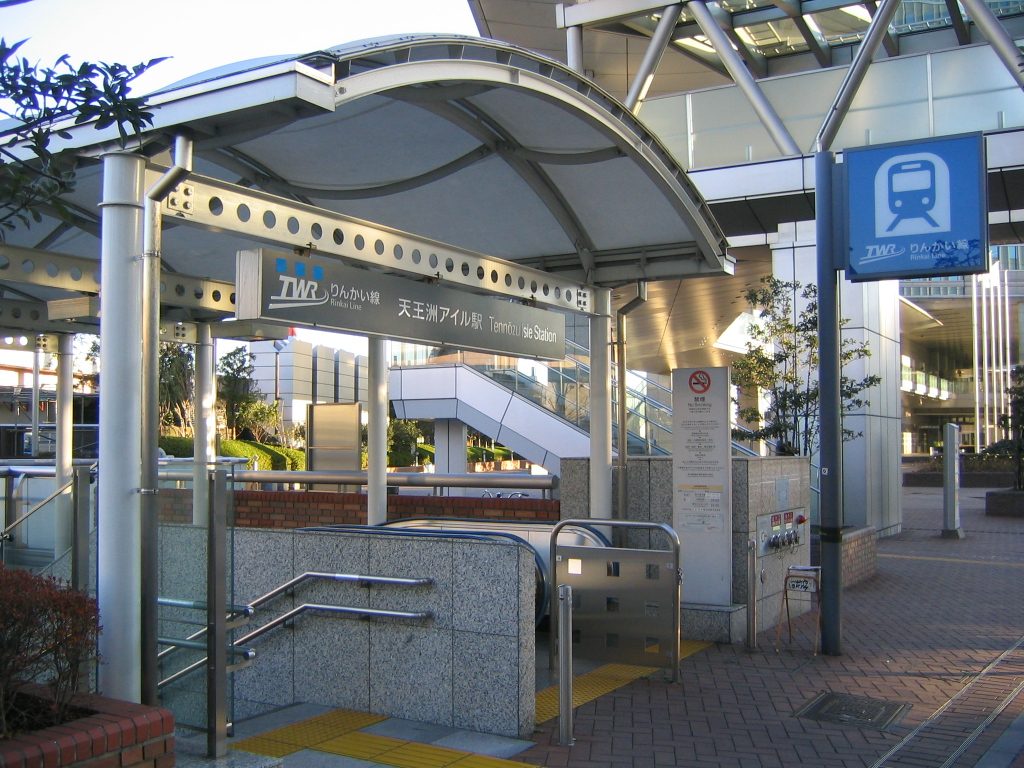
A出口（2005年1月）
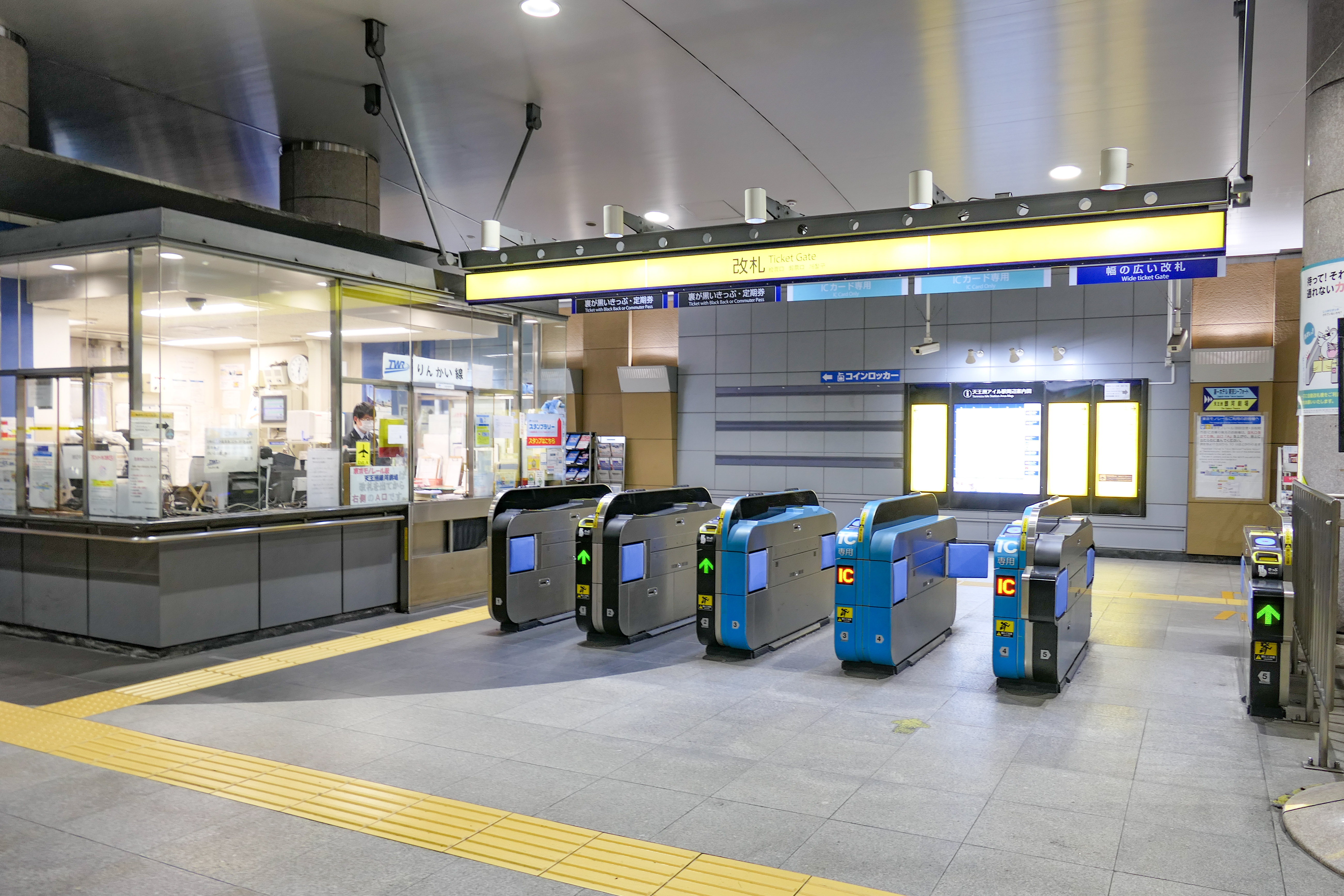
改札口（2022年3月）
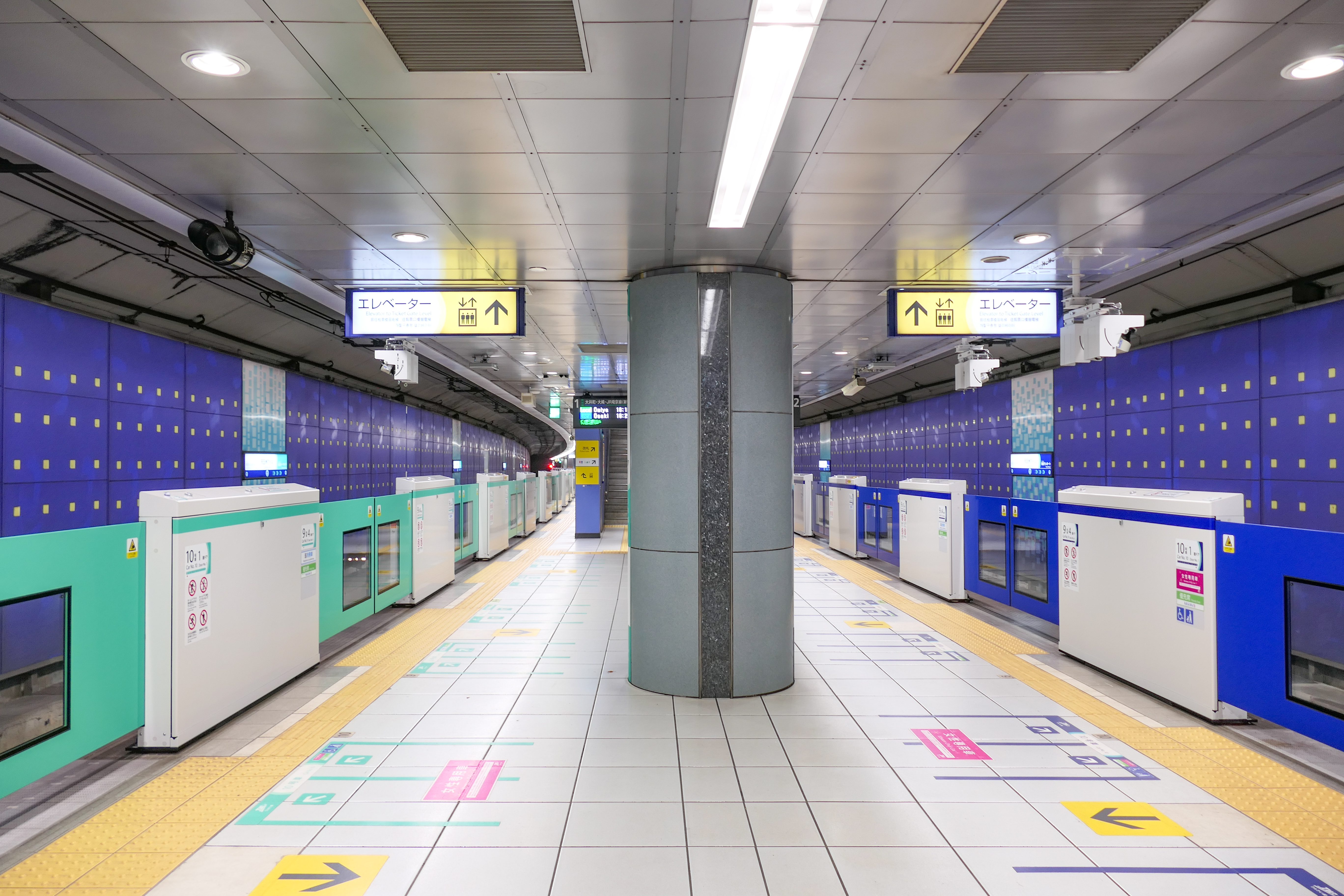
ホーム（2022年3月）

| ホーム | 路線                     | 方向 | 行先                      |
| ------ | ------------------------ | ---- | ------------------------- |
| 東側   | 東京モノレール羽田空港線 | 下り | 羽田空港第2ターミナル方面 |
| 西側   | 東京モノレール羽田空港線 | 上り | モノレール浜松町方面      |

※ 案内上ののりば番号は設定されていない。

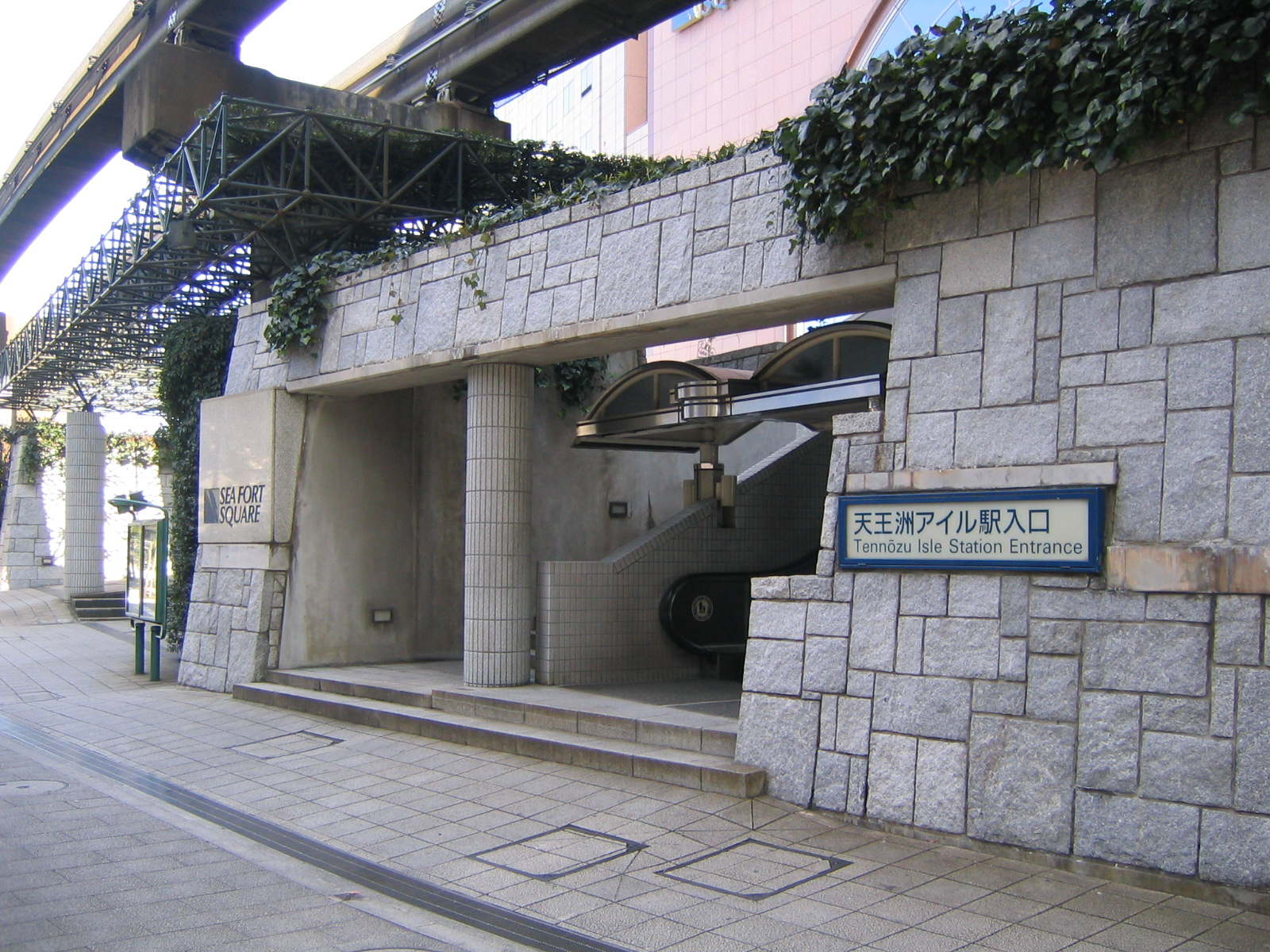
中央口（2005年1月）
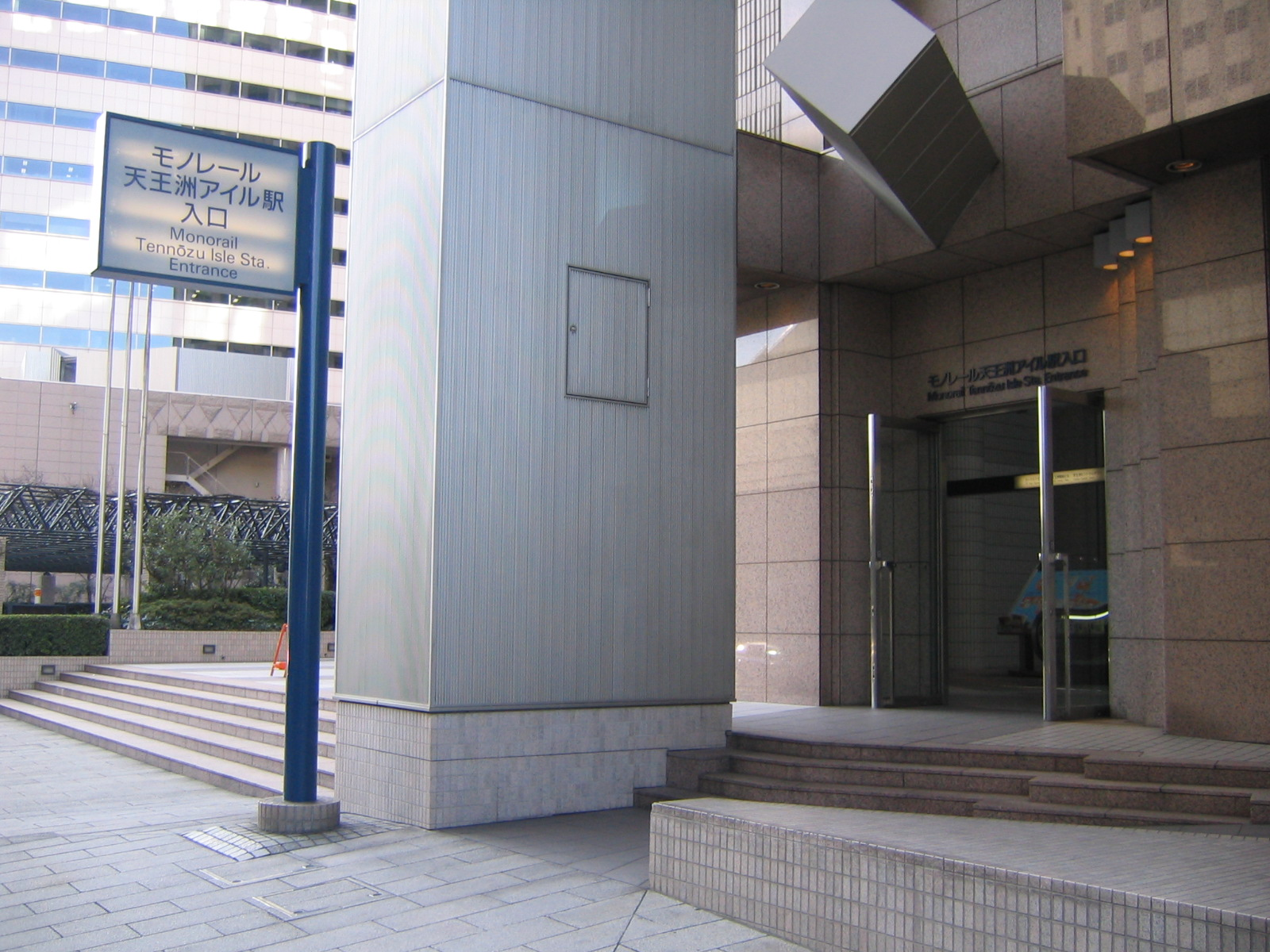
中央口（2005年1月）
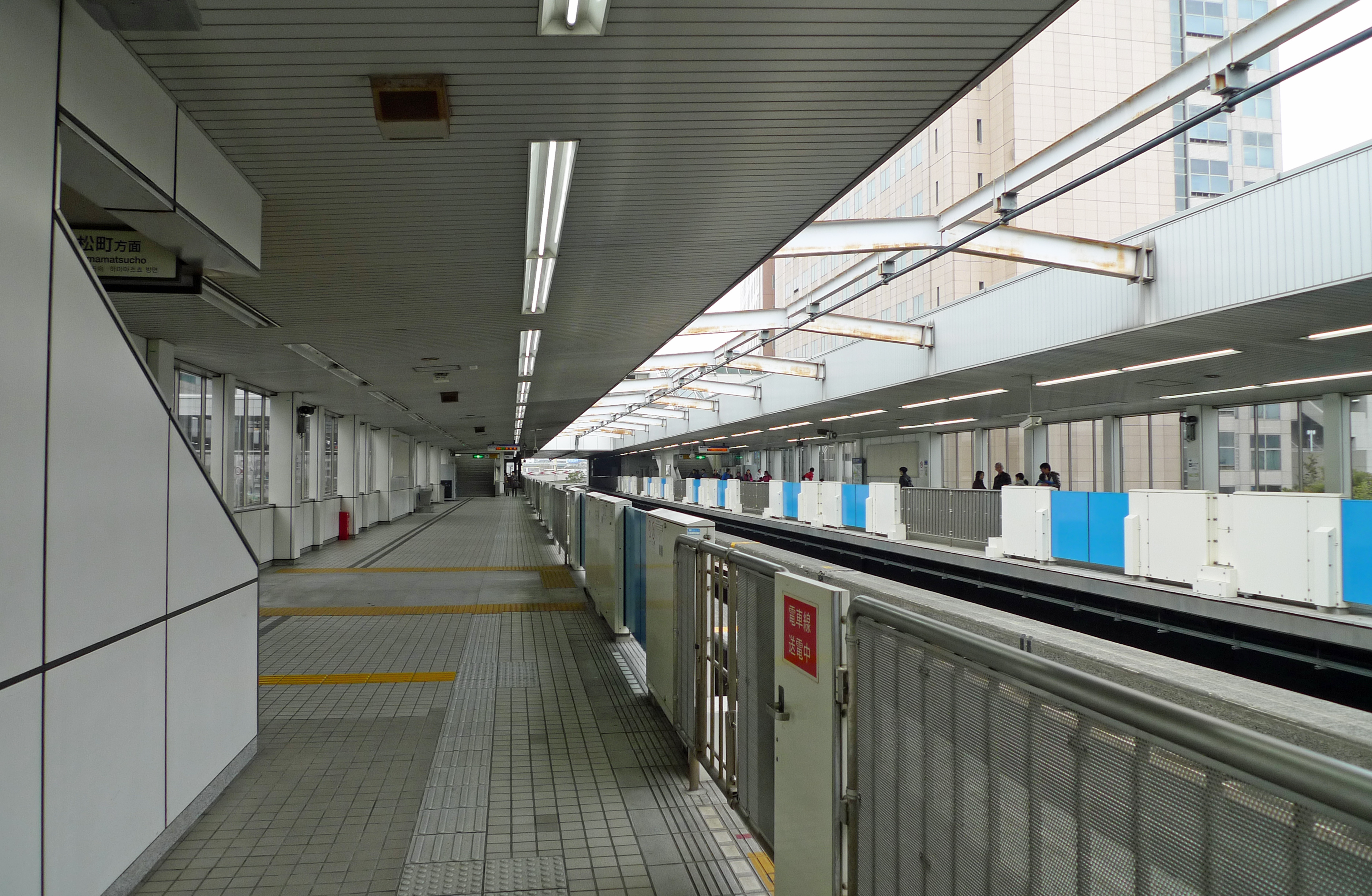
ホーム（2015年2月）

### 東京臨海高速鉄道
島式ホーム1面2線を有する地下駅で、ホームの東京テレポート寄りは大きくカーブしている。
当初、りんかい線は東京テレポート - 大崎間の一括開業を予定していたが、当駅から大崎までの工事が大幅に遅れたため、2001年3月31日に当駅まで先行開業した。そのため、2002年11月30日までは終着駅であり、1番線を閉鎖し、2番線のみを使用していた。
柱に掲出されている駅名標の下には、「寺田倉庫本社前」と表記されている。

#### のりば
| 番線 | 路線       | 方向 | 行先 | 行先                                  |
| ---- | ---------- | ---- | ---- | ------------------------------------- |
| 1    | りんかい線 | 下り |      | 大崎・ 埼京線（渋谷・新宿・池袋）方面 |
| 2    | りんかい線 | 上り |      | 新木場方面                            |

- A出口（2005年1月）
- 改札口（2022年3月）
- ホーム（2022年3月）

## 利用状況
- 東京モノレール - 2024年度の1日平均乗降人員は23,113人である[東モノ 1]。
- 東京臨海高速鉄道 - 2023年度の1日平均乗車人員は14,895人である[りんかい 1]。
りんかい線内8駅中第7位である。

### 年度別1日平均乗降人員
各年度の1日平均乗降人員の推移は以下の通り。
| 年度               | 東京 モノレール  | 東京 モノレール | 東京臨海 高速鉄道 | 東京臨海 高速鉄道 |
| 年度               | 1日平均 乗降人員 | 増加率          | 1日平均 乗降人員  | 増加率            |
| ------------------ | ---------------- | --------------- | ----------------- | ----------------- |
| 1998年（平成10年） | 32,246           |                 | 未開業            | 未開業            |
| 1999年（平成11年） | 31,303           | −2.9%           | 未開業            | 未開業            |
| 2000年（平成12年） | 31,743           | 1.4%            | 未開業            | 未開業            |
| 2001年（平成13年） | 33,115           | 4.3%            | 6,782             |                   |
| 2002年（平成14年） | 32,161           | −2.8%           | 12,528            | 0.8%              |
| 2003年（平成15年） | 28,305           | −11.9%          | 24,327            | 94.2%             |
| 2004年（平成16年） | 28,655           | 1.2%            | 25,889            | 6.4%              |
| 2005年（平成17年） | 27,741           | −3.2%           | 28,379            | 9.6%              |
| 2006年（平成18年） | 28,338           | 2.2%            | 30,567            | 7.7%              |
| 2007年（平成19年） | 29,824           | 5.2%            | 33,418            | 9.3%              |
| 2008年（平成20年） | 29,800           | −0.1%           | 34,584            | 3.5%              |
| 2009年（平成21年） | 29,469           | −1.1%           | 34,494            | −0.3%             |
| 2010年（平成22年） | 28,124           | −4.6%           | 32,732            | −5.1%             |
| 2011年（平成23年） | 26,642           | −5.3%           | 31,630            | −3.4%             |
| 2012年（平成24年） | 28,386           | 6.5%            | 33,878            | 7.1%              |
| 2013年（平成25年） | 27,988           | −1.4%           | 33,420            | −1.4%             |
| 2014年（平成26年） | 27,259           | −2.6%           | 33,909            | 1.5%              |
| 2015年（平成27年） | 27,536           | 1.0%            | 34,726            | 2.4%              |
| 2016年（平成28年） | 28,678           | 4.1%            | 36,114            | 4.0%              |
| 2017年（平成29年） | 31,303           | 9.2%            | 39,151            | 8.4%              |
| 2018年（平成30年） | 33,545           | 7.2%            | 41,306            | 5.5%              |
| 2019年（令和元年） | 34,128           | 1.7%            |                   |                   |
| 2020年（令和02年） | 18,276           | −46.4%          |                   |                   |
| 2021年（令和03年） | 17,276           | −5.5%           |                   |                   |
| 2022年（令和04年） | 20,339           | 17.7%           |                   |                   |
| 2023年（令和05年） | 22,754           | 11.9%           |                   |                   |
| 2024年（令和06年） | 23,113           | 1.6%            |                   |                   |

### 年度別1日平均乗車人員
各年度の1日平均乗車人員の推移は以下の通りである。
| 年度               | 東京 モノレール | 東京臨海 高速鉄道 | 出典     |
| ------------------ | --------------- | ----------------- | -------- |
| 1992年（平成04年） | 6,091           | 未 開 業          | [ * 3 ]  |
| 1993年（平成05年） | 8,203           | 未 開 業          | [ * 4 ]  |
| 1994年（平成06年） | 9,958           | 未 開 業          | [ * 5 ]  |
| 1995年（平成07年） | 11,654          | 未 開 業          | [ * 6 ]  |
| 1996年（平成08年） | 15,329          | 未 開 業          | [ * 7 ]  |
| 1997年（平成09年） | 15,686          | 未 開 業          | [ * 8 ]  |
| 1998年（平成10年） | 16,222          | 未 開 業          | [ * 9 ]  |
| 1999年（平成11年） | 15,720          | 未 開 業          | [ * 10 ] |
| 2000年（平成12年） | 15,963          | 8,000             | [ * 11 ] |
| 2001年（平成13年） | 16,769          | 3,301             | [ * 12 ] |
| 2002年（平成14年） | 16,304          | 6,058             | [ * 13 ] |
| 2003年（平成15年） | 14,428          | 11,628            | [ * 14 ] |
| 2004年（平成16年） | 14,587          | 12,382            | [ * 15 ] |
| 2005年（平成17年） | 14,149          | 13,571            | [ * 16 ] |
| 2006年（平成18年） | 14,451          | 14,692            | [ * 17 ] |
| 2007年（平成19年） | 15,245          | 16,217            | [ * 18 ] |
| 2008年（平成20年） | 15,204          | 16,879            | [ * 19 ] |
| 2009年（平成21年） | 14,994          | 16,896            | [ * 20 ] |
| 2010年（平成22年） | 14,337          | 16,035            | [ * 21 ] |
| 2011年（平成23年） | 13,520          | 15,513            | [ * 22 ] |
| 2012年（平成24年） | 14,466          | 16,627            | [ * 23 ] |
| 2013年（平成25年） | 14,269          | 16,444            | [ * 24 ] |
| 2014年（平成26年） | 13,901          | 16,751            | [ * 25 ] |
| 2015年（平成27年） | 13,976          | 17,213            | [ * 26 ] |
| 2016年（平成28年） | 14,510          | 17,935            | [ * 27 ] |
| 2017年（平成29年） | 15,827          | 19,480            | [ * 28 ] |
| 2018年（平成30年） | 16,967          | 20,576            | [ * 29 ] |
| 2019年（令和元年） | 17,260          | 20,975            | [ * 30 ] |
| 2020年（令和02年） |                 | 11,987            |          |
| 2021年（令和03年） |                 | 11,283            |          |
| 2022年（令和04年） |                 | 13,226            |          |
| 2023年（令和05年） |                 | 14,895            |          |

備考
1. ↑  1992年6月19日開業。開業日から翌年3月31日までの計285日間を集計したデータ。
2. ↑  2001年3月31日開業。

## 駅周辺
当駅が設置される前は雑多な倉庫が並ぶ地区だったが、三菱商事、第一ホテル（現：阪急ホテルマネジメント）、宇部興産（現：UBE）による再開発事業、シーフォートスクエアのオープンに伴い、駅を設置することになった。東京モノレールの駅自体がJTBビル（当時のUBEビル）内に設置されている。再開発完了後も周辺には倉庫などがあり、オフィスビルへの通勤客の他にも、周囲の倉庫や品川埠頭への倉庫・通関地区への通勤客も利用する。
- シーフォートスクエア
  - 天王洲 銀河劇場(旧：アートスフィア）
  - JTBビル（旧：UBEビル）
  - 品川天王洲郵便局
  - センタービルディング
  - シーフォートタワー
  - 東京フロントテラス（旧:シーフォートスクエアA棟）
  - ザ・クルーズクラブ東京（旧:クリスタルヨットクラブ）
- センタースクエア
  - 天王洲オーシャンスクエア
  - スフィアタワー天王洲
  - 天王洲ファーストタワー（旧:東京MIビル）
  - 天王洲セントラルタワー
- パークスクエア
  - 天王洲ビュータワー
  - 天王洲パークサイドビル
  - 野村不動産天王洲ビル（旧:JALビルディング、JAL本社は引き続きテナントとして入居。キヤノングループの会社も同居している）
- 寺田倉庫本社
- テラダウェアハウスボンドストリートT33
- ティー・ワイ・ハーバーブルワリー
- ナイキエンプロイーストアー
- テレビ東京 天王洲スタジオ（新東海橋を西方向へ渡る）
  - InterFM897
- 東京海洋大学品川キャンパス（旧：東京水産大学）
- 天王洲公園野球場
- 品川南ふ頭公園
- JERA 品川火力発電所
- ワールドシティタワーズ
- カナルサイドビル
  - パナソニック コンシューマーマーケティング
- 京浜運河
- 天王洲運河

## バス路線
天王洲アイル（シーフォートスクエア）
- 都営バス
  - 南方向
    - 品96：りんかい線天王洲アイル駅前行

天王洲アイル（パークスクエア）
- 都営バス
  - 井96：大井町駅東口行

天王洲アイル（第一ホテル東京シーフォート）
- 東京空港交通
  - 成田空港行

りんかい線天王洲アイル駅前
- 都営バス
  - 品96：品川駅港南口行

天王洲公園前
- 都営バス
  - 井96：大井町駅東口行

新東海橋
- 都営バス
  - 東方向
    - 品98甲：大田市場行・大田市場（循環）・大田市場北行
    - 品98乙：大井埠頭バンプール前行 ※平日朝のみ

  - 西方向
    - 井96：大井町駅東口行
    - 品98甲・品98乙：品川駅港南口行

  - 2004年までは、都営バス海01系統（元:「品川駅東口 - 門前仲町」、現:「東京テレポート駅 - 門前仲町」）も新東海橋を経由していた。

## その他
当駅の英語表記は、東京モノレール・りんかい線ともに「Tennōzu Isle」・「Tennozu Isle」が混在して使用されているが、周辺の総合開発を行う天王洲総合開発協議会における「天王洲アイル」の公式英称は「Tennoz Isle」である。このため駅周辺の案内では、当駅を「Tennoz Isle Sta.」と表記したものが複数存在している。

## 隣の駅
東京モノレール
 東京モノレール羽田空港線
■空港快速
通過
■区間快速・■普通
浜松町駅 (MO 01) - 天王洲アイル駅 (MO 02) - 大井競馬場前駅 (MO 03)
東京臨海高速鉄道
 りんかい線
■通勤快速・■快速・■各駅停車（いずれもりんかい線内は各駅に停車） 
東京テレポート駅 (R 04) -（品川埠頭分岐部信号場）- 天王洲アイル駅 (R 05) - 品川シーサイド駅 (R 06)

## 当駅が登場した作品

### 映画
- ゴジラvsデストロイア - ゴジラジュニアとデストロイアの戦いで破壊されている。
- 南海奇皇 - 第1期1話「天王洲防衛戦」において、自衛隊が当駅前の首都高速1号羽田線上にてネオランガへ一斉砲撃を行った。

#### 利用状況の出典
東京モノレールの1日平均利用客数
1. 1 2 3  “東京モノレール：企業情報＞会社概要”.   東京モノレール株式会社. 2025年5月5日時点のオリジナルよりアーカイブ。2025年5月17日閲覧。
2. ↑  “東京モノレール：企業情報＞会社概要”.   東京モノレール株式会社. 2021年9月18日時点のオリジナルよりアーカイブ。2024年6月10日閲覧。
3. ↑  “東京モノレール：企業情報＞会社概要”.   東京モノレール株式会社. 2022年12月19日時点のオリジナルよりアーカイブ。2024年6月10日閲覧。
4. ↑  “東京モノレール：企業情報＞会社概要”.   東京モノレール株式会社. 2024年3月1日時点のオリジナルよりアーカイブ。2024年6月10日閲覧。
5. ↑  “東京モノレール：企業情報＞会社概要”.   東京モノレール株式会社. 2024年6月10日時点のオリジナルよりアーカイブ。2024年6月10日閲覧。

りんかい線の1日平均利用客数
1. 1 2 3 4  “よくあるご質問｜お問い合わせ｜お台場電車 りんかい線”.   東京臨海高速鉄道株式会社. 2024年6月10日時点のオリジナルよりアーカイブ。2024年6月10日閲覧。
2. 1 2  “よくあるご質問｜お問い合わせ｜お台場電車 りんかい線”.   東京臨海高速鉄道株式会社. 2020年4月19日時点のオリジナルよりアーカイブ。2024年6月10日閲覧。
3. 1 2  “よくあるご質問｜お問い合わせ｜お台場電車 りんかい線”.   東京臨海高速鉄道株式会社. 2024年6月1日時点のオリジナルよりアーカイブ。2024年6月10日閲覧。

私鉄の統計データ
1. 1 2  品川区の統計 - 品川区
2. ↑  東京都統計年鑑 - 東京都

東京都統計年鑑
1. ↑  東京モノレールにおける表記。
2. ↑  東京臨海高速鉄道における表記。
3. ↑  東京都統計年鑑（平成4年）
4. ↑  東京都統計年鑑（平成5年）
5. ↑  東京都統計年鑑（平成6年）
6. ↑  東京都統計年鑑（平成7年）
7. ↑  東京都統計年鑑（平成8年）
8. ↑  東京都統計年鑑（平成9年）
9. ↑  東京都統計年鑑（平成10年） (PDF)
10. ↑  東京都統計年鑑（平成11年） (PDF)
11. ↑  東京都統計年鑑（平成12年）
12. ↑  東京都統計年鑑（平成13年）
13. ↑  東京都統計年鑑（平成14年）
14. ↑  東京都統計年鑑（平成15年）
15. ↑  東京都統計年鑑（平成16年）
16. ↑  東京都統計年鑑（平成17年）
17. ↑  東京都統計年鑑（平成18年）
18. ↑  東京都統計年鑑（平成19年）
19. ↑  東京都統計年鑑（平成20年）
20. ↑  東京都統計年鑑（平成21年）
21. ↑  東京都統計年鑑（平成22年）
22. ↑  東京都統計年鑑（平成23年）
23. ↑  東京都統計年鑑（平成24年）
24. ↑  東京都統計年鑑（平成25年）
25. ↑  東京都統計年鑑（平成26年）
26. ↑  東京都統計年鑑（平成27年）
27. ↑  東京都統計年鑑（平成28年）
28. ↑  東京都統計年鑑（平成29年）
29. ↑  東京都統計年鑑（平成30年）
30. ↑  東京都統計年鑑（平成31年・令和元年）